# Cathy Muller
Cathy Muller (ur. 21 listopada 1962 roku w Alzacji) – francuska zawodniczka startująca w wyścigach samochodowych. Starsza siostra mistrza świata WTCC Yvana Mullera.

## Kariera
Muller rozpoczęła karierę w międzynarodowych wyścigach samochodowych w 1981 roku od startów w Renault 5 Turbo Eurocup. Z dorobkiem trzech punktów uplasowała się tam na 31 pozycji w klasyfikacji generalnej. W późniejszych latach pojawiała się także w stawce Europejskiej Formuły 3, Francuskiej Formuły Renault, Grand Prix Makau, Francuskiej Formuły 3, FIA World Endurance Championship, Grand Prix Monako Formuły 3, Brytyjskiej Formuły 3, Formuły 3000, World Sports-Prototype Championship, Włoskiej Formuły 3, Niemieckiej Formuły 3, American Racing Series, Sportscar World Championship, Peugeot 905 Spider Cup, SEAT Leon Supercopa France oraz 1er Grand Prix Electrique.
W Formule 3000 Francuzka startowała w latach 1986, 1988. Jednak w żadnym z czterech wyścigów, w których wystartował, nie zdołała zdobyć punktów.